# بردة (مرض)
البَرَدَة أو الكالازيون (Chalazion)
جفن العين مصاب بالبردة.
يعرف أيضا باسم الورم الحُبيبي الشحمي لغدة ميبوميوس في العين (Meibomian Gland Lipogranuloma) ،وهو عبارة عن كيس في جفن العين العلوي غالبا، يتكون نتيجة حدوث التهاب مع انسداد الأقنية المفرغة في هذه الغدد مما يؤدّي إلى تراكم مفرزاتها.
يختلف مرض البردة عن مرض شحّاد العين بأنه تحت الحاد والعقديّات المتكوّنة فيه تكون غير مؤلمة. من الممكن أن يصبح حادّا إلا أنّه يظهر عادة داخل جفن العين، بعكس شحّاد العين الذي يظهر على حافته.

## التشخيص والأعراض
- انتفاخ في جفن العين
- ألم عند الضغط على الجفن
- حساسية العين للظلام
- ازدياد تدميع العين
- الإحساس بثقل جفن العين
- يمكن في بعض الأحيان الخلط في تشخيصه مع شحّاد العين.

## العلاج

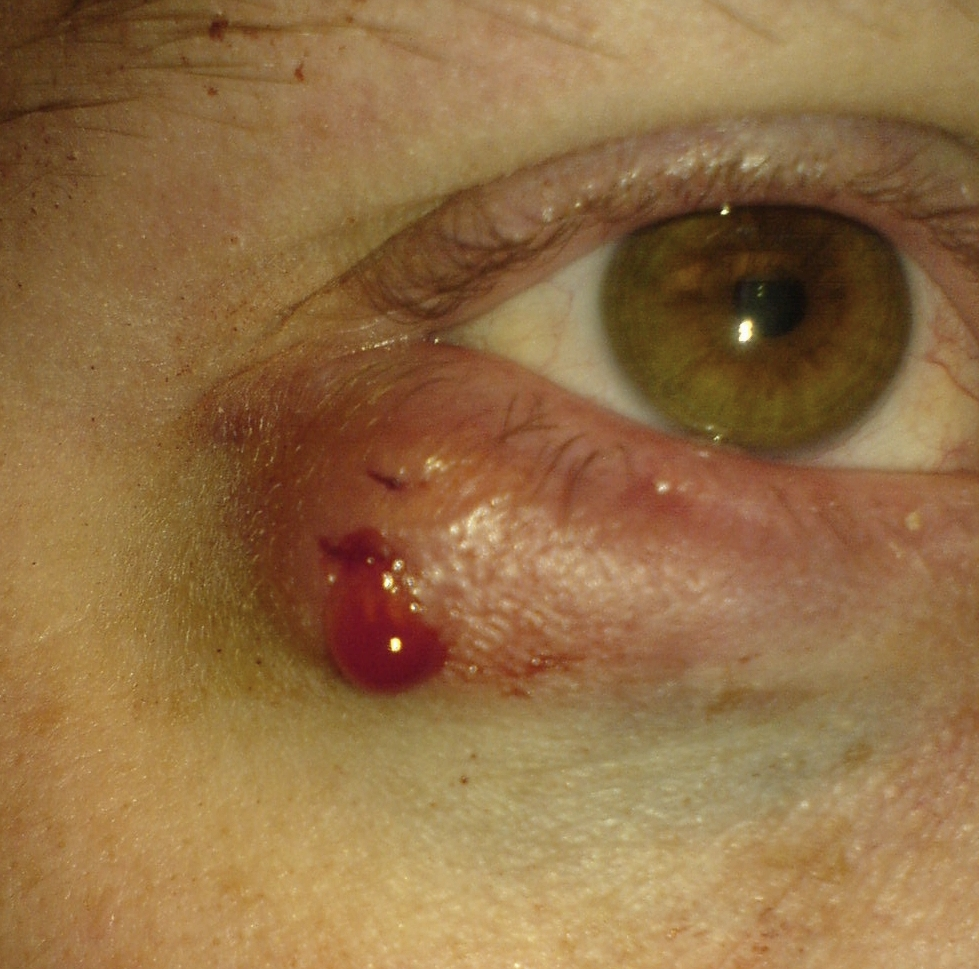
بعد 20 دقيقة من إزالة البردة ذات الحجم الكبير بواسطة شقّان منفصلان. كما ويظهر على طول جفن العين السفلي علامات التهاب مزمن للجفن).

في بداية الالتهاب الحاد يستخدم المضاد الحيوي الموضعي كقطرة العين أو المرهم (مثل: الكلورامفينيكول أو حمض الفوسيديك ) للعلاج، لكنه ذو فائدة قليلة في الحالات الأخرى من المرض. البردة عادة تختفي من دون علاج إضافي خلال أشهر، ومرئيّا كل ذلك (reabsorb) خلال سنتين. كما أن الشفاء من البردة ممكن أن يُسهّل عن طريق استخدام كمادات ماء معقم دافئ لمدة 15 دقيقة تقريبا 4 مرات يومياً على الأقل، مما يؤدي إلى تذويب الأفرازات المتراكمة التي تسد قنوات غدد ميبوميوس وبالتالي عودة الجفن للحالة الطبيعية.
في حال لم يزل الكيس واستمر بالانتفاخ لمدة أشهر، فإما أن يحقن بالدهون (كورتيكوستيرويد) إن كان صغير الحجم، أو أن يتم إزالته جراحياً أن كان حجمه كبير، ويتم ذلك تحت التخدير الموضعي للجفن، بحيث يتم عمل شق صغير في الجفن لتفريغ محتويات الكيس. وغالباً ما يكون الشق داخلياً لتجنب ظهور الندب، لكن في حال وجود الكيس تحت الطبقة السطحية للجفن، فيفضل أن يكون الشق خارجيّا لتجنب إلحاق الجفن نفسه بضرر، والطبقة السطحية للجفن عادة تتجدّد وتلتئم بشكل جيد ومن دون أن تترك ندباّ ظاهرة.
تختلف عملية إزالة الكيس جراحيّا اعتمادا على تركيبه، فإذا كان سائلا فإنه يتم إحداث شق صغير والضغط بلطف على المنطقة المحيطة بالسائل ليتم خروجه، أما إذا كان الكيس صلبا، فلابد من إحداث شق أكبر ليخرج من خلاله.(وفي حال تبقي شيء من الكيس بعد العملية الجراحية، فتتم معالجته بطرق الحرارة الجافة المستخدمة بانتظام، لإتمام عملية الشفاء.)
إزالة أكياس من الحجم الكبير جراحيّا قد ينتج عنه تجمع للدم، يظهر حول الجفن ويختفي خلال ثلاثة أو أربعة أيام، لكن الانتفاخ قد يستمر بالظهور لفترة أطول. في الوضع الطبيعي لا تتجاوز مدة العملية 15 دقيقة، ويستطيع المريض بعدها التنقل مشيا على الأقدام. ومع ذلك، لا بد من الحذر من بعض المخاطر كحدوث التهاب أو إصابة شديدة لجفن العين، لذلك لابد من أن ينفذ العملية طبيب مختص.
من الممكن أن تظهر البردة في العين من جديد، وعادة تؤخذ خزعة للتأكد من عدم وجود ورم.

### الجراحة

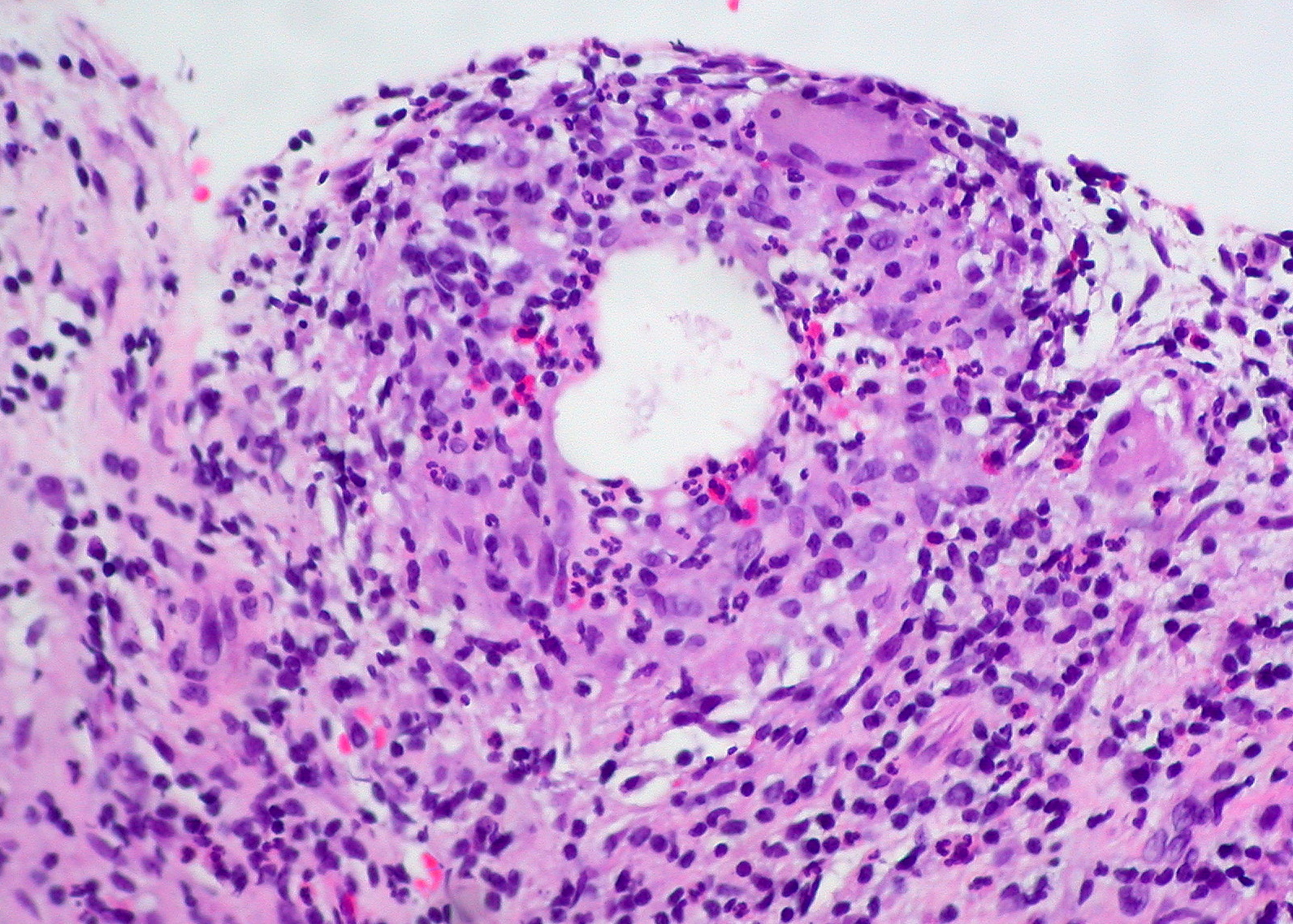
تفاعل (lipogranulomatous) كما يظهر في البردة المتطورة.

يقوم بإجراء الجراحة في الوضع الطبيعي طبيب العيون، وهي تعد من نوع الجراحة البسيطة التي يستطيع المريض إجراءها ومغادرة المستشفى في نفس اليوم، دون الحاجة للبقاء في المستشفى لتلقي المزيد من الرعاية الصحية.
إزالة الكيس جراحيّا تتطلب تخدير موضعي أو عام. غالبا يستخدم التخدير العام للأطفال وذلك للمحافظة على بقاءهم هادئين وتجنب أي إصابة للعين أثناء العملية. أما التخدير الموضعي فيستخدم للبالغين، وذلك عن طريق حقن صغير لجفن العين، يسبق ذلك استخدام مرهم للتخدير الموضعي ليتم الحقن بسهولة وبطريقة مريحة للمريض.
التخلص من البردة جراحيّا يتم بطريقتين، اعتمادا على حجم الكيس. تتم إزالة الكيس من الحجم الصغير نسبيا عن طريق شق صغير في الجفن من الداخل. يقوم الجراح برفع الجفن ليتمكن من الوصول إليه من الداخل، فيحدث شق طوله 3 مم تقريبا أعلى الكيس، وبعد إزالة الكيس يستمر الجراح بالضغط نفس المكان بضع دقائق لمنع حدوث نزيف أو رشح للدم بعد العملية. جراحة الأكياس الصغيرة لا تحتاج إلى قطب جراحية، لأن الشق في الجفن من الداخل ولا يُرى، والنتائج التجميلية ممتازة.
أما الأكياس الكبيرة تتم إزالها بإحداث شق في الجفن من الخارج، وذلك لأنها عادة تبرز إلى الطبقة السطحية للجفن. الشق يتم إحداثه فوق الكيس ولا يتجاوز طوله 3 مم عادة، ثم يتم إزالته ويستمر الجراح بالضغط نفس المكان بضع دقائق لمنع حدوث نزيف أو رشح للدم بعد العملية. وأخيرا يتم إغلاق الشق عن طريق قطب دقيقة جدا ولا تُرى إلّا بصعوبة، ويتم إزالتها خلال أسبوع من العملية. على الرغم من أن البردة نادرا ما تكون خطيرة، إلّا أنه يؤخذ منها خزعة وترسل للمختبر لفحصها والتأكد من عدم وجود ورم سرطاني.
إذا كان المريض يتناول أي من مضادات تخثر الدم كالأسبيرين فيجب أن يتوقف عن تناوله قبل أسبوع من موعد العملية تجنبا من عدم إمكانية السيطرة على نزيف الدم في حال حصوله. هناك عدة فحوصات تُجرى قبل العملية للتأكد من أن المريض في حالة صحيّة جيّدة تمكنه من القيام بالعمليّة.
في حالات نادرة جدا، يبقى المريض في المستشفى تحت الرعاية الصحية مدة ليلة بعد العملية، وذلك في حال حصول مضاعفات.
عملية الشفاء سهلة وسريعة. معظم المرضى قد يشعرون بعدم ارتياح خفيف في العين، يمكن التخلص منه بسهولة باستخدام مسكنات الألم. يفضل تجنب تعرض العين للماء حتى 10 أيام بعد العملية، يسمح بالاستحمام مع أخذ الحيطة أن تبقى منطة العملية جافّة ونظيفة. كما يحذّر ويمنع استخدام مستحضرات التجميل حتى مدّة شهر من بعد العملية، وكذلك يوصى بعدم استخدام العدسات اللاصقة في العين المصابة حتى 8 أسابيع لمنع حدوث الالتهابات والمضاعفات المحتملة.
غالبا يستخدم المرضى قطرة للعين لمنع حدوث التهاب وانتفاخ في العين، وكذلك قد يستخدم مسكن للألم لعلاج الألم وعدم الارتياح في جفن العين. حيث يستخدم الباراستامول (أسيتامينوفين) بدلأ من الأسبيرين لعلاج الألم. كما وتستخدم بعد الجراحة ضمادات وأغطية بلاستيكية حامية للعين للضغط على العين ومنع رشح الدم، وقد تزال بعد 6-8 ساعات من العمليّة.
يطلب من المريض مراجعة جرّاح العيون لمتابعة حالته بعد 3 أو 4 أسابيع من العملية. بإمكان المريض قيادة المركبة بعد يوم من العملية، والعودة إلى العمل خلال يوم أو يومين.
جراحة بردة العين هي عملية آمنة ن وحدوث المضاعفات نادر جدّا، منها: الالتهاب،نزف الدم، وتكرار الإصابة بالبردة بعد شفائها . المضاعفات الشديدة التي تحتاج إلى عملية جراحية أخرى هي أيضا نادرة جدا.

## الوقاية
التنظيف الجيد للجفن قد يقلل من تكرار ظهور الالتهاب في الأشخاص الذين يميلون إلى ظهور هذا المرض. ويفضل تنظيف الجفون والرموش كل صباح.

## المضاعفات
الإصابة ببردة العين من الحجم الكبير قد يؤدي إلى اللابؤرية (Astigmatism) بسبب الضغط على قرنية العين. وكذلك المرضى الذين قد استخدموا جراحة العين بالليزر، والتي تتضمن تغيير شكل القرنية بإحراق أجزاء منها فتضعف، يصبح هؤلاء أكثر عرضة لخراب القرنية في حال الإصابة بالبردة حتى من الحجم الصغير.
أيضا تتضمن المضاعفات الإصابة بنقص التصبّغ (Hypopigmentation) والذي قد يظهر نتيجة حقن العين بالدهون (الكورتيكوستيرويد).
تكرار الإصابة بالبردة في نفس المكان قد يكون علامة على الإصابة بسرطان الخلية الزهمي (Sebaceous cell carcinoma) ، ولكن نادرا.
في بعض الأحيان تنفذ العملية الجراحية كعلاج أخير. يحق الجفن بمخدر موضعي، ويلف ويثبت بمشبك، ثم يتم إحداث شق في الجفن من الداخل وتزال البردة باستخدام المكشطة المصية. في حال ترك ندب فإن ذلك يسبب إزعاج للمريض عند إغماضه لعينه. وبطبيعة الحال، فإن العمليات الجراحيّة تعد تدخليّة وتتلف الأنسجة السليمة (بأن ترك وراءها ندب، أو ربما حتى تسبب التهاب الجفن على سبيل المثال) ، لذلك في حال وجود خيارات أخرى فإن العلاج الأقل تدخلا هو الأفضل. تكرار الإصابة بالبردة ممكن أن يحدث، لكن التدخل الجراحي في كل مرة هو أمر غير ممكن. لذلك فإنّ خيار العملية الجراحية لابد أن يكون آخر خيار، تُجرى لعدد قليل يقدّر ب 5% من المصابين بالبردة.

## الوصلات الخارجية
William Charles Caccamise Sr. "A cache of photographs of various stages of the chalazion". EyeRounds.org